# ヨーロッパ料理の一覧
ヨーロッパ料理の一覧（ヨーロッパりょうりのいちらん）では、ヨーロッパ各地の料理を一覧に示す。

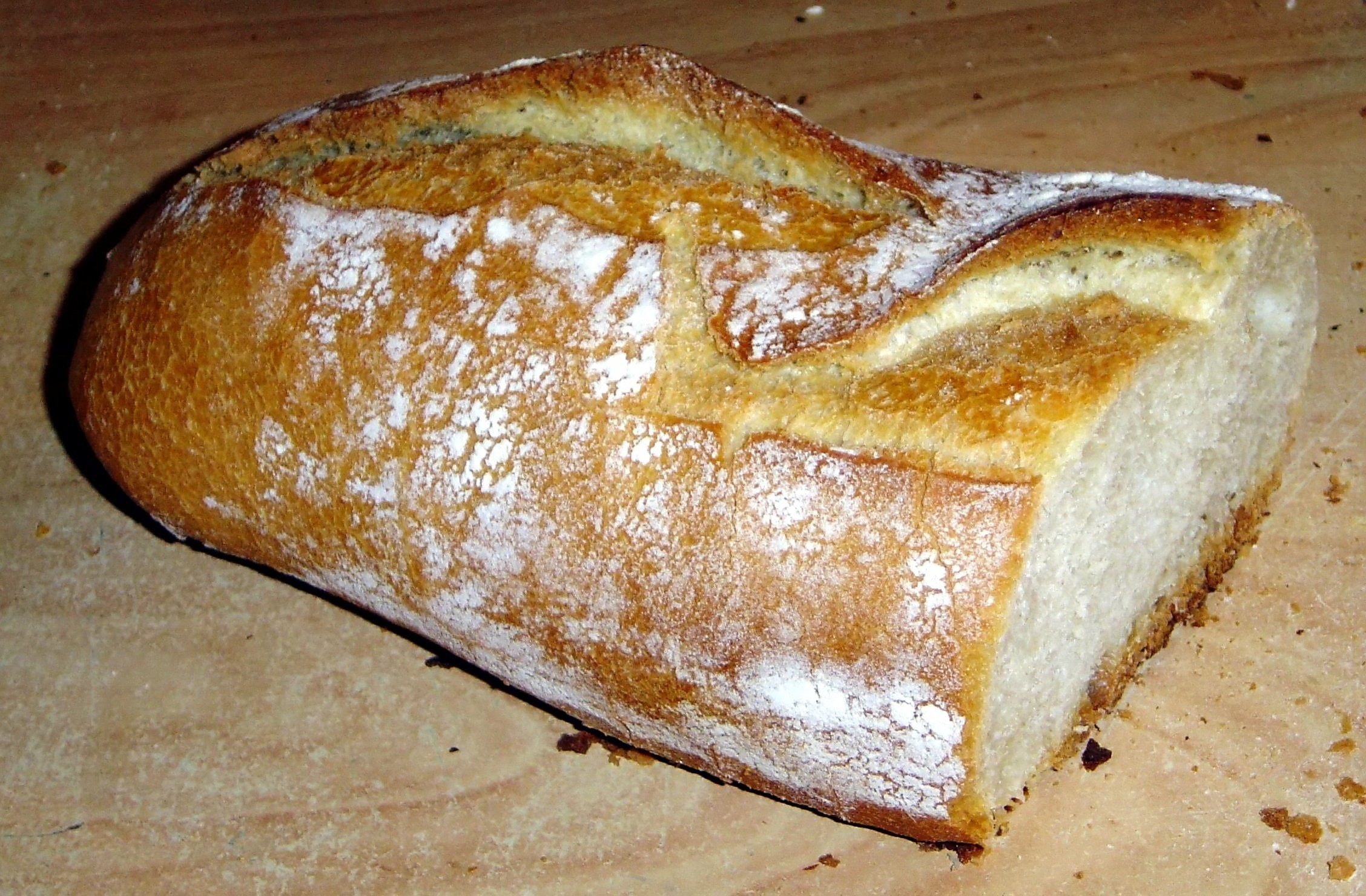
フランスパン

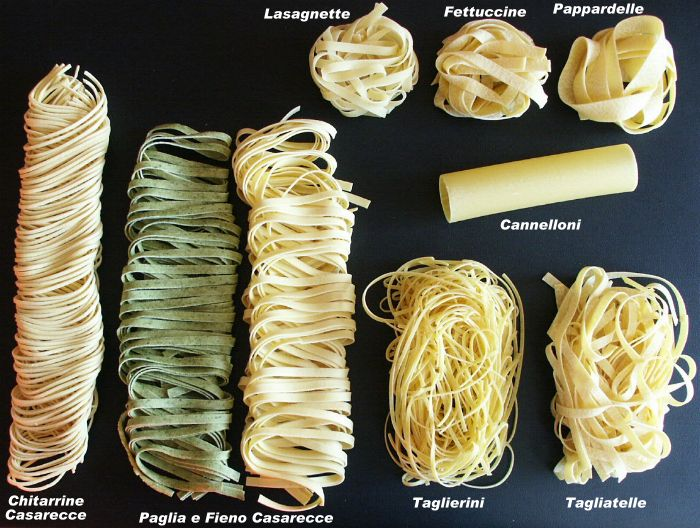
イタリアのパスタ

## 概要

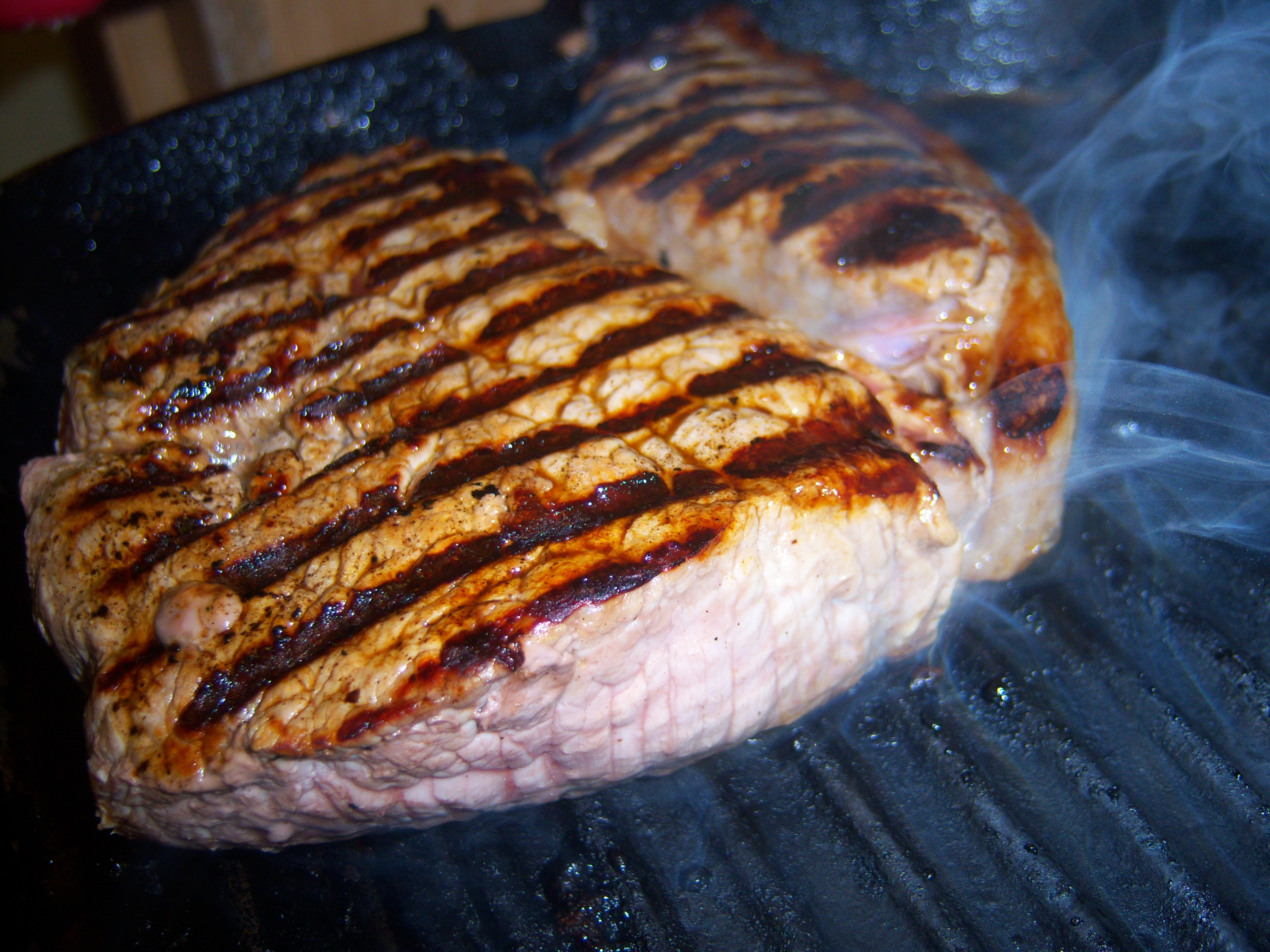
ステーキ

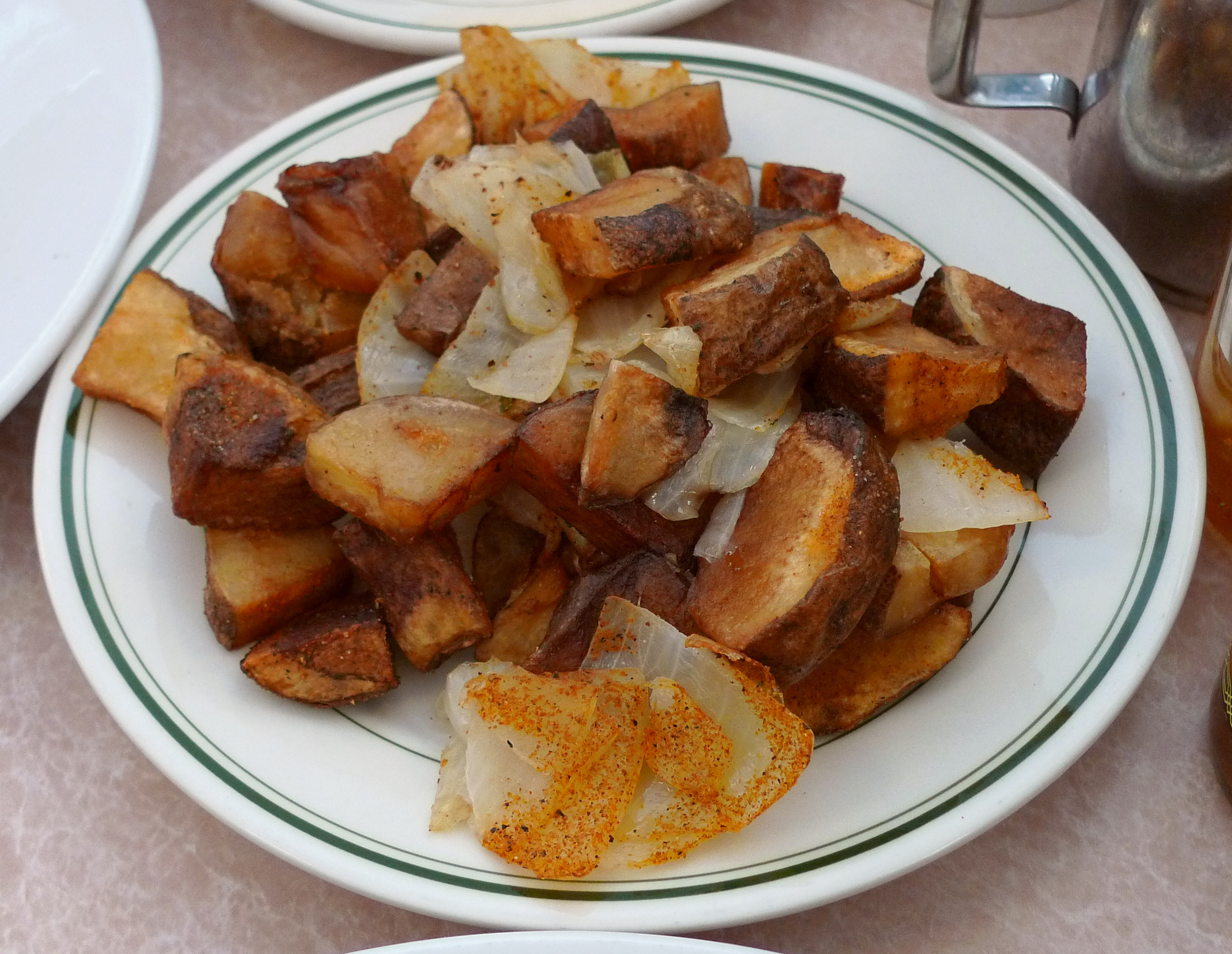
フライドポテト

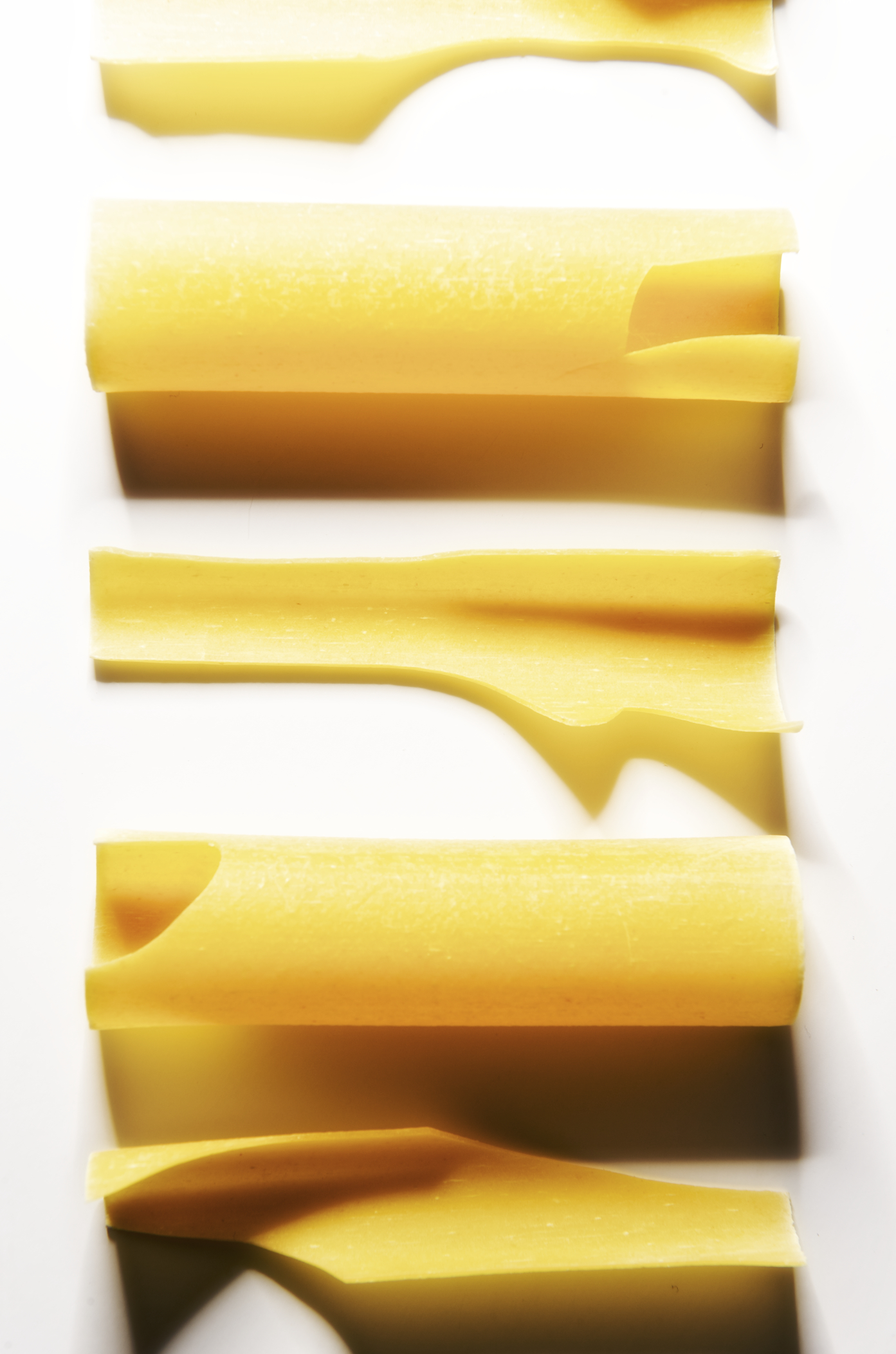
いろいろなパスタ

ヨーロッパ料理(ヨーロッパりょうり) または西洋料理はヨーロッパの料理もしくはヨーロッパ諸国の料理全般を指す名称である。定義によりロシアやオーストララシア、ラテンアメリカ、 北アメリカやオセアニアの先住民の文化にもたらされた外来の料理を含む。これらの地域ではヨーロッパからの移民の影響が明らかである。東アジアではアジアの料理の様式と対比する用語でもある。欧米、特にイギリス英語では「ヨーロッパの」料理がヨーロッパ料理であり、「コンチネンタル (ヨーロッパ大陸の) 料理」と同じ意味で使う。
西ヨーロッパ諸国の料理はそれぞれ多様で、アジア諸国と比べると特徴的な共通点がある。一例をあげるなら、伝統的なアジア諸国の料理に対して1人分の料理に占める肉の比率が高い。欧米のどの国でもステーキとカツレツを食べ、料理のソースや調味料や薬味、あるいは料理につき物の飲み物として葡萄酒をよく使う (西洋料理で大振りの肉を使う場合に調味料がしみこみにくいことも理由の一つ）。ヌーベルキュイジーヌを除くと、調理の過程で乳製品をよく使うことも特徴的である。古くからでんぷんの素材に小麦粉のパン類、 パスタ、小麦粉の練り団子とペイストリーの生地を使い、アメリカ大陸の植民地化が進むと、ようやくヨーロッパと海外の領土で主な素材がジャガイモに変わる。 アメリカ大陸で広まったとうもろこし粉はヨーロッパではあまり普及しておらず料理に使うことは少なかったものの、とうもろこしの粥ママリーガあるいはポレンタの材料コーンミールはイタリアおよびバルカン諸国で一般的。酵母で発酵させないフラットパン類、たとえば具を乗せたピザ、タルト・フランベ（tarte flambée）や米は、食べはしても主食ではない。サラダ (生か調理してある野菜にソースをかけた冷菜) はヨーロッパ料理に欠かせない一品である。
正餐は料理を一品ずつ供するコース形式で、その起源はフランス式サービス (service à la française) に発し、さまざまな料理を一度にテーブルに並べていたという。やがて時間をおいて料理を食卓に運ぶロシア式サービスを導入、一定の順序で料理を供する形式に変わった。一般的には冷菜、温菜、食後のセイボリー (食後の辛味の料理) とデザート、あるいはオードブルまたはスープ、主菜、デザートの順である。古代ローマの料理は甘辛かったが現代ではすたれ、甘く香りのよい品はデザートとして出す。ビュッフェは客が自由に料理を選ぶ形式でパーティーや休日に限られ、客はコース料理を食べる
ヨーロッパ料理の背景には王族や貴族のつどう宮廷で発展した歴史がある。貴族は家門を守りふだんは王宮から離れた土地でそれぞれの領地に分かれて暮らしていた。ナイフが主な食器道具 (カトラリー) で、ステーキその他の切って食べる料理に用いたのである。対照的に中華圏の支配層は宮廷に仕える人々で、食事に箸を用いることから調理場であらかじめ食べやすいように切り分けさせた。欧米はナイフに次いでスープ用にスプーンが登場し、近代つまり16世紀初頭にフォークが登場するまで手づかみ (カトラリーを使わない) で料理を食べた。現代ではマナー違反である。

## 中央ヨーロッパの料理
- オーストリア料理
- スイス料理
- スロヴァキア料理
- スロヴェニア料理
- チェコ料理
- ドイツ料理
- ハンガリー料理
- ポーランド料理

- スイス料理 レシュティ
- スロヴァキア料理 スカリチキー・トルデルニク Skalický trdelník (スロヴァキア語)
- スロヴァキア料理 ブリンソヴェー・ハルシュ Bryndzové halušky (英語)
- スロヴェニア料理 ジュガンツィ
- スロヴェニア料理 プレクムルスカ・ギバニツァ
- チェコ料理 ヴェプショ・クネドロ・ゼリー (ローストポーク) Vepřo knedlo zelo (チェコ語)
- ドイツ料理 キルシュトルテ
- ドイツ料理 ザウアーブラーテン、じゃがいものダンプリング
- ハンガリー料理 グーラッシュ
- ポーランド料理 ピエロギ

## 東ヨーロッパの料理
- ウクライナ料理
  -  クリミア・タタール人の料理 Crimean Tatar cuisine (英語)
- ブルガリア料理
- ベラルーシ料理
- ロシア料理
  -  ヴォルガ・タタール人の料理 Tatar cuisine (英語)
  -  モルドバ料理 Moldovan cuisine (英語)
- ルーマニア料理

- ウクライナ料理 チキンキエフ
- ウクライナ料理 ボルシチ
- クリミア・タタール人の料理 チェブレキ
- タタール料理 アズー Azu (チェコ語)
- ベラルーシ料理 ポテトバブカ
- ルーマニアとモルドバの料理 ママリガ (右上)とサルマーレ (手前中央)
- ルーマニア料理 ミティテイ (ハーブを混ぜた肉団子のグリル)
- ロシア料理 焼きピロシキ
- ロシア料理 オリヴィエ・サラダ (レストラン・エルミタージュのメニューを再現)

## 西ヨーロッパの料理
- オランダ料理
- フランス料理
  - オートキュイジーヌ
    - キュイジーヌ・クラシック[注釈 2]
    - ヌーベルキュイジーヌ
- ベルギー料理
- ルクセンブルク料理

- オランダ料理 シチューの一種ワーテルゾーイ
- フランス料理鴨胸肉のソテー (magret)
- フランス料理 オートキュイジーヌの盛り付けの例
- フランス料理 ヌーベルキュイジーヌの盛り付けの例
- フランス料理 チーズフォンデュ (fondue savoyarde)
- フランス料理 キッシュロレーヌ (quich lorraine)
- ベルギー料理 カルボナード (carbonade)
- ベルギー料理 ムール・フリットとフライドポテト (moules frites)
- ルクセンブルク料理 プラムのパイ (Quetschentaart)

## 南ヨーロッパの料理
- アルバニア料理
- イタリア料理
  -  サルデーニャ料理（英語版）
  -  シチリア料理
  -  トスカーナ料理
  -  ナポリ料理
  -  ヴェネト料理（英語版）
- 北マケドニア料理（英語版） (マケドニア料理（英語版）)
- キプロス料理（英語版）
- ギリシア料理
  -  ギリシャ系マケドニア料理（英語版）
- クロアチア料理
- スペイン料理
  -  アストゥリア料理（英語版）
  -  アラゴン料理（英語版）
  -  アンダルシア料理（英語版）
  -  エストレマドゥーラ料理（英語版）[注釈 3]
  -  カスティーリャ＝ラ・マンチャ料理
  -  カタルーニャ料理
  -  カナリアス料理（英語版）
  -  ガリシア料理（英語版）
  -  カンタブリア料理（英語版）
  -  バスク料理
  - 00 バレアレス料理（英語版）
  -  バレンシア料理（英語版）
  -  レオン料理
- セルビア料理（英語版）
- 地中海料理
- ボスニア料理（英語版）
- ポルトガル料理
- マルタ料理
- モンテネグロ料理（英語版）

- イタリア料理 うさぎのシチューとポレンタ
- イタリア料理 昔ながらのスパゲッティ・カルボナーラ
- ギリシア料理 グリークサラダ
- スペイン料理 シーフード・パエリア
- スペイン料理 タパス
- セルビア料理 ギュベチ （野菜と豚肉のリゾット）
- トスカーナ料理 ビステッカ・アッラ・フィオレンティーナ（フィレンツェ風 Tボーンステーキ）
- トルコ料理 バクラヴァ
- ナポリ料理 ピザ
- ボスニア料理 チェヴァプチチ (肉団子の串焼き)
- ポルトガル料理 あさりのにんにく炒め
- ポルトガル料理 コジード・ア・ポルトゥゲーザ Cozido à portuguesa（ポルトガル風 肉と野菜の煮込み）
- マケドニア料理 タフチェグラフチェ（いんげん豆の煮込み）
- マルタ料理 たこのシチュー

## 北ヨーロッパの料理
※この節ではバルト三国の料理も併せて紹介する。
- アイスランド料理
- アイルランド料理
- イギリス料理
  - アングロ・インド料理
  -  イングランド料理
  -  ウェールズ料理
  -  北アイルランド料理
  -  スコットランド料理
- エストニア料理
- サーミ人の料理（英語版）
- スウェーデン料理
- デンマーク料理
  -  グリーンランド料理（英語版）
- ノルウェー料理
- フィンランド料理
  -  フェロー料理（英語版）
- ラトビア料理
- リトアニア料理

- アイルランド料理 アイリッシュシチュー (羊肉のシチュー)
- イギリス料理 サンデーロースト
- ウェールズ料理 チーズトースト
- サーミ人の料理 ポロンカリストゥス Poronkäristys (英語) (フィンランド風トナカイの煮込み)
- サーミ人の料理 レーンスカーヴ renskav (英語) (スウェーデン風トナカイの煮込み)
- スウェーデン料理 ショットブッラール köttbullar (ミートボール)
- スコットランド料理 ハギス(左奥)。マッシュポテト (右奥)とカブのマッシュ (手前)
- デンマーク料理 ステクトフレスク Stegt flæsk (英語) (焼いたベーコン)
- ノルウェー料理 スモーブロー (オープン・サンド)
- フィンランド料理 ロヒケイット Lohikeitto (英語) (鮭のスープ)
- リトアニア料理 ディジュウククリアイ (ジャガイモ団子)

## ヨーロッパに分類され得る地域の料理
西アジア（中東・コーカサス地方）と中央アジアの料理は、歴史などの観点からヨーロッパ料理の一部にカテゴライズされることがある。
- アラブ首長国連邦の料理（英語版）
- イエメン料理
- イスラエル料理
- イラク料理
- イラン料理
- エジプト料理
- オマーン料理
- カタール料理（英語版）
- 北キプロス料理（英語版）
- クウェート料理
- サウジアラビア料理
- シリア料理（英語版）
- トルコ料理
- パレスチナ料理（英語版）
- バーレーン料理
- ヨルダン料理（英語版）
- レバノン料理
- アゼルバイジャン料理（英語版）
- アルメニア料理（英語版）
- ジョージア料理
- ウズベキスタン料理
- カザフスタン料理
- キルギス料理
- タジキスタン料理
- トルクメニスタン料理

- アゼルバイジャン料理 ピラフ
- アルメニア料理 シャシリク
- ジョージア料理 シャナーヒ (羊のシチュー)